# 서울강서우체국
서울강서우체국(서울江西郵遞局)은 우체국쇼핑, 우체국택배, 국제특급(EMS), 전자우편, 우체국예금, 우체국 보험 등 각종 우정사업서비스를 담당하는 서울지방우정청 소속 우체국이다. 서울특별시 강서구 강서로 448에 있다.

## 기본 정보
- 주소: 서울특별시 강서구 강서로 448 (등촌동)
- 우편번호: 07582

## 연혁
- 1996년 5월 27일: 서울강서우체국으로 개국
- 1997년 7월 1일: 화곡우체국 편입
- 1999년 1월 1일: 김포공항 및 제2청사우체국 폐국
- 2001년 4월 14일: 김포공항제1청사우편취급소, 김포공항제2청사우편취급소 폐국[1]
- 2001년 9월 22일: 서울양화우편취급소 폐국[2]
- 2002년 8월 1일: 김포공항우편취급소 개국[3]
- 2014년 1월 1일: 우편구역을 다음과 같이 고시[4]

| 배달국         | 배달구역      | 구역번호      |
| -------------- | ------------- | ------------- |
| 서울강서우체국 | 강서구 전지역 | 07500 ~ 07787 |

- 2017년 1월 2일: 우편구역을 다음과 같이 고시[5]

| 배달국         | 배달구역      | 구역번호      |
| -------------- | ------------- | ------------- |
| 서울강서우체국 | 강서구 전지역 | 07500 ~ 07787 |

- 2021년 2월 15일 : 우림블루나인비즈니스센터우편취급국 신설[6]
- 2021년 6월 14일 : 우림블루나인비즈니스센터우편취급국을 우림블루나인우편취급국으로 명칭 변경[7]
- 2024년 6월 3일: 서울공항동우체국에서 서울마곡나루우체국으로 명칭 변경 및 이전

## 관할 우체국
| 우체국명                   | 사진 | 주소                                                                 | 비고                                                                         |
| -------------------------- | ---- | -------------------------------------------------------------------- | ---------------------------------------------------------------------------- |
| 김포공항우편취급국         |      | 서울특별시 강서구 하늘길 112(공항동), 국내선 청사                    | 2002년 8월 1일 신설                                                          |
| 김포공항제1청사우편취급소  |      | 서울특별시 강서구 공항동 150                                         | 2001년 4월 14일 폐국                                                         |
| 김포공항제2청사우편취급소  |      | 서울특별시 강서구 방화2동 712-1                                      | 2001년 4월 14일 폐국                                                         |
| 서울가양1동우편취급국      |      | 서울특별시 강서구 강서로 497(가양1동)                                |                                                                              |
| 서울가양동우체국           |      | 서울특별시 강서구 허준로 95-5(가양2동)                               |                                                                              |
| 서울마곡나루우체국         |      | 서울특별시 강서구 마곡중앙5로 28(마곡동)                             | 2024년 6월 3일 서울공항동우체국에서 명칭 변경 및 이전                        |
| 서울공항이주단지우편취급국 |      | 서울특별시 강서구 방화대로7길 40(공항동)                             |                                                                              |
| 서울등촌동우체국           |      | 서울특별시 강서구 화곡로63길 90(등촌3동)                             |                                                                              |
| 서울마곡동우편취급국       |      | 서울특별시 강서구 마곡서로 205-21(마곡동)                            |                                                                              |
| 서울마곡역우편취급국       |      | 서울 강서구 공항대로 212, 105호(문영퀸즈파크11차)                    |                                                                              |
| 서울발산동우체국           |      | 서울특별시 강서구 강서로 283(내발산동)                               |                                                                              |
| 서울방화동우체국           |      | 서울특별시 강서구 금낭화로26길 22(방화3동)                           |                                                                              |
| 서울양화우편취급소         |      | 서울특별시 강서구 염창동 241-15, 101호                               | 2001년 9월 22일 폐국                                                         |
| 서울염창동우체국           |      | 서울특별시 강서구 공항대로 623(염창동)                               |                                                                              |
| 서울화곡1동우편취급국      |      | 서울특별시 강서구 강서로17길 6(화곡1동)                              |                                                                              |
| 서울화곡3동우편취급국      |      | 서울특별시 강서구 화곡로 13길28(화곡3동)                             |                                                                              |
| 서울화곡4동우체국          |      | 서울특별시 강서구 곰달래로 265(화곡4동)                              |                                                                              |
| 서울화곡5동우편취급국      |      | 서울특별시 강서구 화곡로27길 30(화곡동 1053-4)                       |                                                                              |
| 서울화곡본동우편취급국     |      | 서울특별시 강서구 화곡로53가길 18                                    |                                                                              |
| 우림블루나인우편취급국     |      | 서울특별시 강서구 양천로 583 우림블루나인비즈니스센터 B동 지하 117호 | 2021년 2월 15일 신설 2021년 우림블루나인비즈니스센터우편취급국에서 명칭 변경 |
| 화곡우체국                 |      | 서울특별시 강서구 까치산로 55(화곡본동)                              |                                                                              |

## 조직
- 우편물류과
  - 소포실
  - 집배실
- 경영지도실
- 영업과
  - 고객지원실
- 지원과